# 보르고의 화재

《보르고의 화재》(이탈리아어: Incendio di Borgo, 영어: The Fire in the Borgo)는 이탈리아 르네상스 화가 라파엘로의 작업실에서 1514년에서 1517년 사이에 제작된 그림이다. 라파엘로가 이 복잡한 구도의 밑그림을 직접 제작했을 것이라고 추정되지만, 이 프레스코화는 그의 조수 줄리오 로마노가 그렸을 가능성이 크다. 이 작품은 바티칸 사도궁 안에 있는, 현재 라파엘로의 방으로 알려진 공간을 장식하기 위해 라파엘로가 맡은 의뢰의 일부였다. 이 그림은 교황 레오 4세가 847년에 옛 성 베드로 대성전 앞 발코니에서 축복을 내림으로써 화재를 진압하는 장면을 묘사한다. 이 벽화는 작품이 그려진 방의 이름이 된 ‘스탄차 델린첸디오 델 보르고’(Stanza dell'incendio del Borgo, “보르고의 화재의 방”)와 연결된다.
이 작품에는 다양한 위험의 모습이 표현되어 있다. 한쪽에는 머리카락과 옷이 사나운 바람에 흩날리는 여러 여인들이 등장하는데, 이들은 머리에 물동이를 이고 손에 물그릇을 들고 불을 끄기 위해 서둘러 달려간다. 또 다른 이들은 연기에 눈이 멀고 혼란에 빠진 채 불길에 물을 끼얹으려 한다. 다른 쪽에는 불길과 자신의 무력함에 괴로워하는 늙은 병약한 남자가 보이는데, 그는 베르길리우스가 아이네이아스가 안키세스를 업고 간 것을 묘사한 것처럼, 얼굴에 힘과 용기를 담은 젊은이에게 업혀 있다. 그의 몸은 등을 구부려 늘어진 노인을 떠받치느라 힘겨운 긴장감을 드러낸다. 그 뒤에는 머리가 헝클어지고 맨발인 노파가 불길을 피해 달아나고 있으며, 그 앞에는 한 명의 나체의 아이가 달려가고 있다.

— 조르조 바사리, 《가장 뛰어난 화가, 조각가, 건축가들의 생애》

## 세부 모습

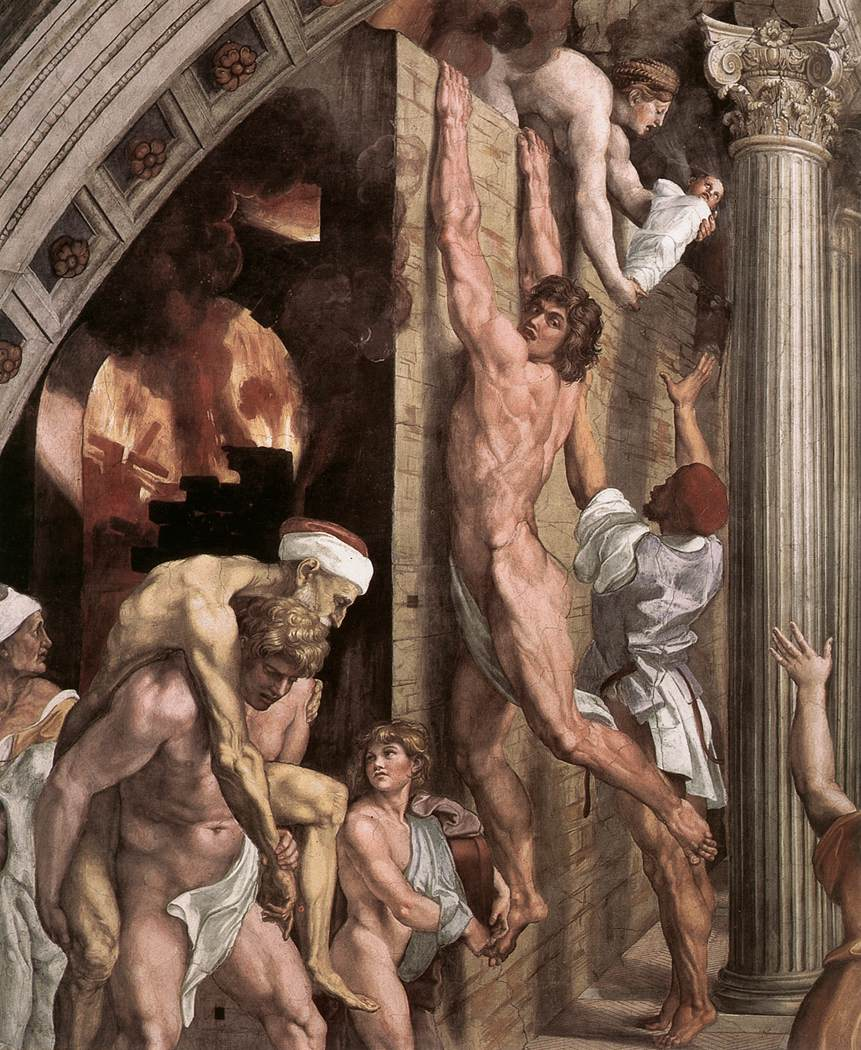
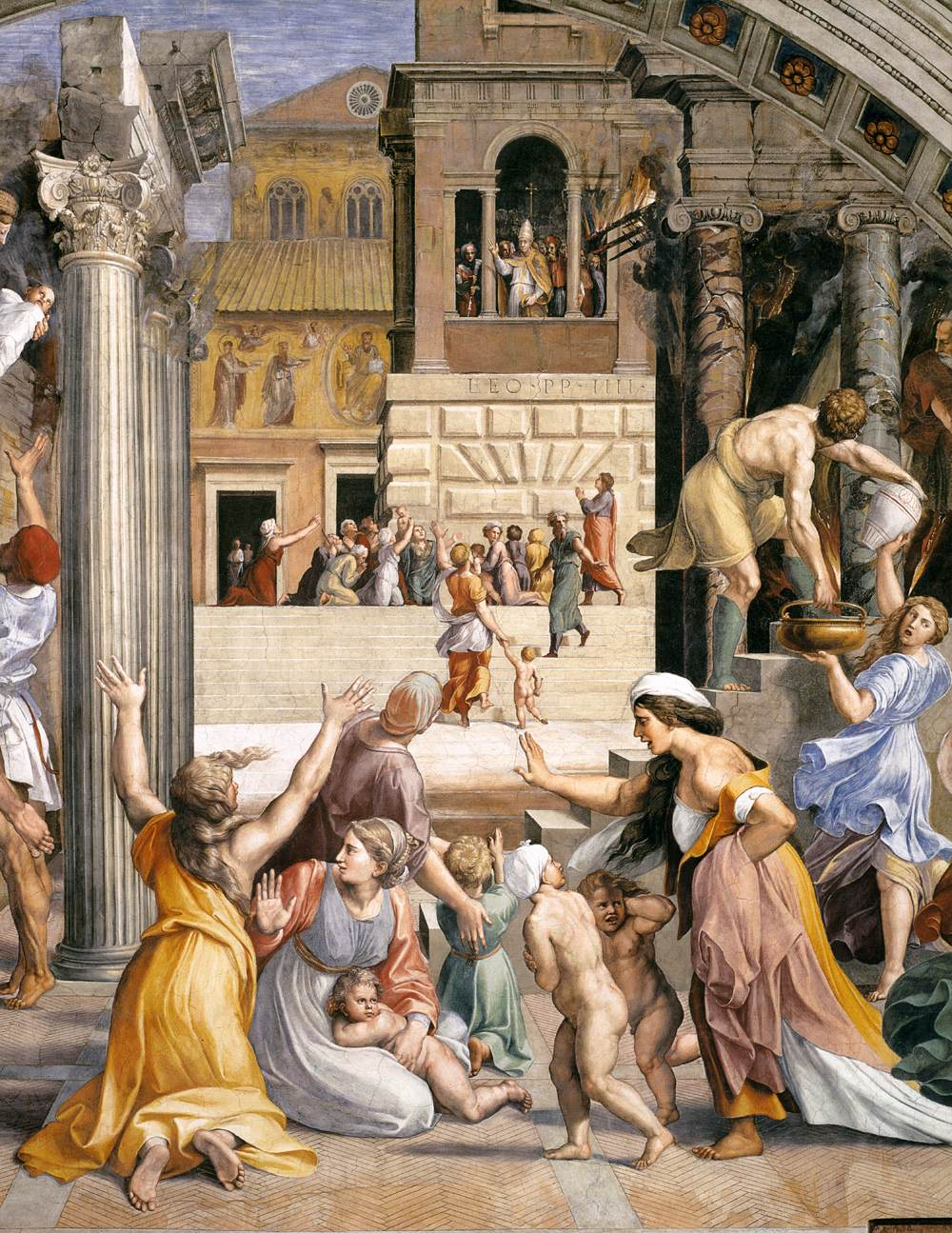
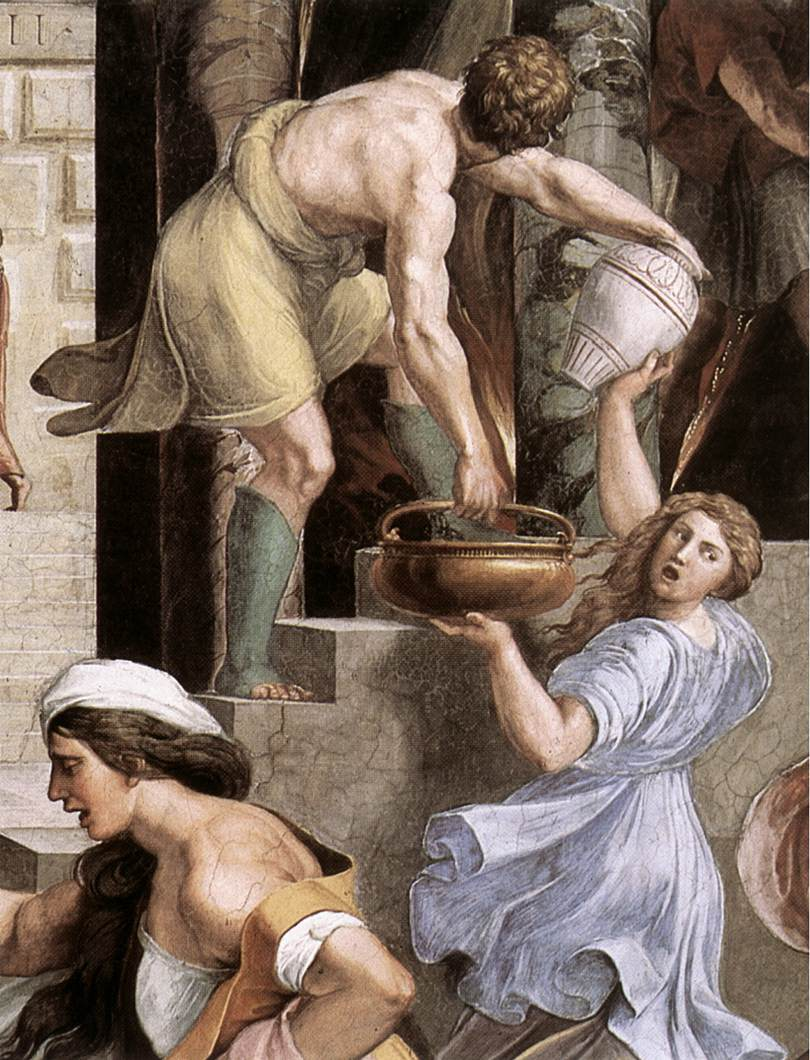

## 참고 문헌
- “The Fire in the Borgo”. Web Gallery of Art.
- Hagen, Rose-Marie; Hagen, Rainer (2003). 《What great paintings say, Volume 1》. Taschen. 117쪽. ISBN 3-8228-2100-4.